# Hugh of Lincoln (Ritualmordlegende)

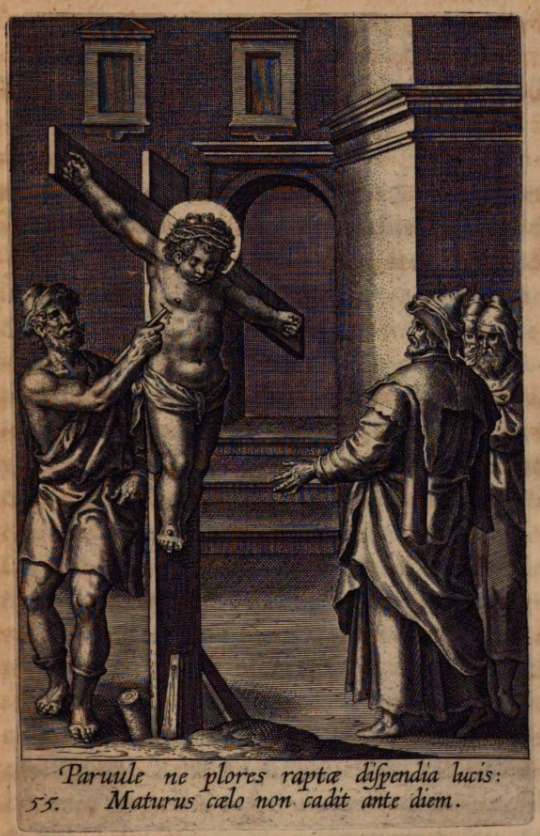
Darstellung der angeblichen Kreuzigung des Hugh von Lincoln (Pedro de Bivero, 1634)

Hugh von Lincoln (englisch Hugh of Lincoln,  verdeutscht auch Hugo von Lincoln; * um 1246; † unsicher 27. August 1255 in Lincoln) war ein Junge in England, dessen Tod zu einer Ritualmordanklage und einem Pogrom gegen die Juden in ganz England führte. Angebliche Wunder nach seinem Tod führten zur Verehrung als christlicher Märtyrer und Heiliger St Hugh of Lincoln. Eine offizielle Kanonisation erfolgte jedoch nie. Er wird auch als Little St Hugh (Kleiner St. Hugh) bezeichnet, um ihn von dem heiliggesprochenen Bischof Hugo von Lincoln (um 1140–1200) zu unterscheiden.

## Angeblicher Ritualmord
Hugh stammte aus Lincoln. Nach den damaligen Berichten soll seine Mutter Beatrice erfahren haben, dass ihr Sohn mit gleichaltrigen jüdischen Kindern gespielt hatte. Anscheinend war Hugh dabei tatsächlich tödlich verunglückt. Doch nach den Berichten seien die Kinder in das Haus eines jüdischen Einwohners gegangen. Einige Tage später wurde die Leiche des Jungen in einem Brunnen oder einer Grube im Haus des Juden Copin (auch Jopin) gefunden. Über die Dauer von Hughs angeblicher Gefangenschaft gibt es unterschiedliche Darstellungen, sie reichen von zehn bis zu 26 Tagen. Nachdem die Leiche gefunden wurde, wurde Copin unverzüglich festgenommen. Der Richter John of Lexinton sah in dem Fall einen Ritualmord, vermutlich war ihm die Geschichte des jungen William von Norwich bekannt, der bereits 1144 das Opfer eines Ritualmords gewesen sein soll. Lexinton brachte Copin dazu, den Mord zu gestehen und Details des Rituals zu beschreiben. Im Gegenzug soll er ihm zugesichert haben, dass er weder gefoltert noch hingerichtet würde. Nach dem Bericht von Matthew Paris soll der eingeschüchterte Copin gestanden haben, dass nicht nur alle jüdischen Einwohner von Lincoln, sondern dass Juden aus ganz England nach Lincoln gekommen und an dem Ritualmord beteiligt waren. Danach sei der Junge gegeißelt, mit einer Dornenkrone gekrönt und anschließend gekreuzigt worden. Anschließend sei der Leichnam ausgeweidet und für magische Zwecke benutzt worden.

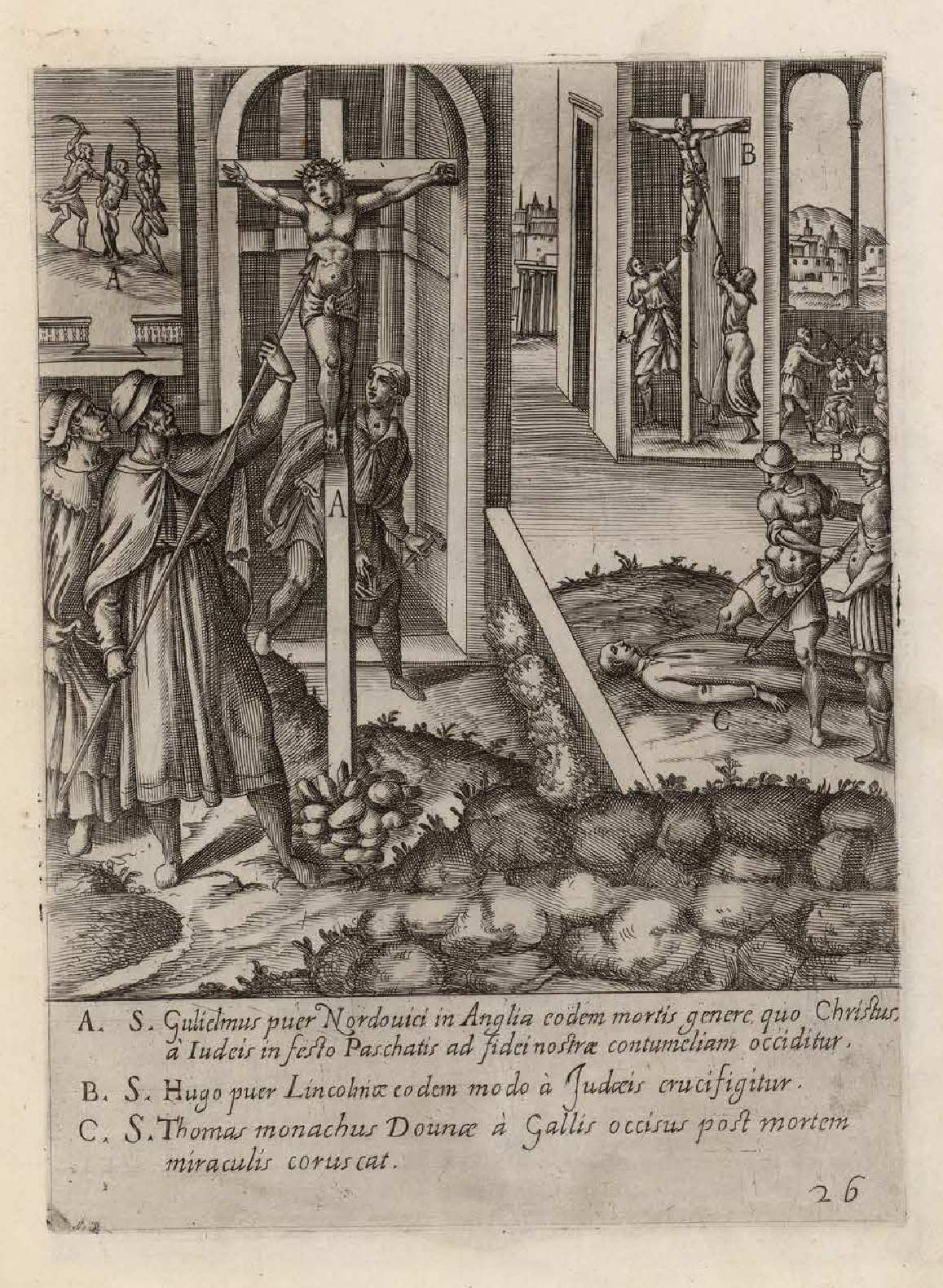
Die Dornenkrönung und Kreuzigung des Hugh von Lincoln (Hintergrund rechts, Buchst. B), die Auspeitschung und Kreuzigung des William von Norwich (Vordergrund, Buchst. A) und die Ermordung eines Mönchs Thomas durch Franzosen (Buchst. C). Heiligendarstellungen gemalt von Giovanni Battista de’ Cavalieri nach den Fresken von Niccolò Circignani in der Kapelle des Päpstlichen Englischen Kollegs in Rom, 1584.

## Folgen für die jüdische Bevölkerung
Für die Zeitgenossen war das Geständnis von Copin schockierend. Deshalb führte es nicht nur zur Verfolgung der jüdischen Einwohner von Lincoln, sondern zu Übergriffen und Ausschreitungen gegen Juden in ganz England. Entgegen Lexintons Versprechen wurde Copin auf Befehl von König Heinrich III. hingerichtet, wobei er von einem Pferd durch die Straßen von Lincoln zum Galgen geschleift wurde. Achtzehn weitere Juden wurden in London durch Hängen hingerichtet, während 91 Juden im Tower eingekerkert wurden. Nachdem sich zunächst entweder die Franziskaner oder die Dominikaner vergeblich für sie eingesetzt hatten, wurden sie schließlich nach Zahlung einer hohen Geldstrafe an Richard von Cornwall, dem die Abgaben der jüdischen Bevölkerung zustanden, freigelassen.

## Heiligenverehrung und künstlerische Rezeption

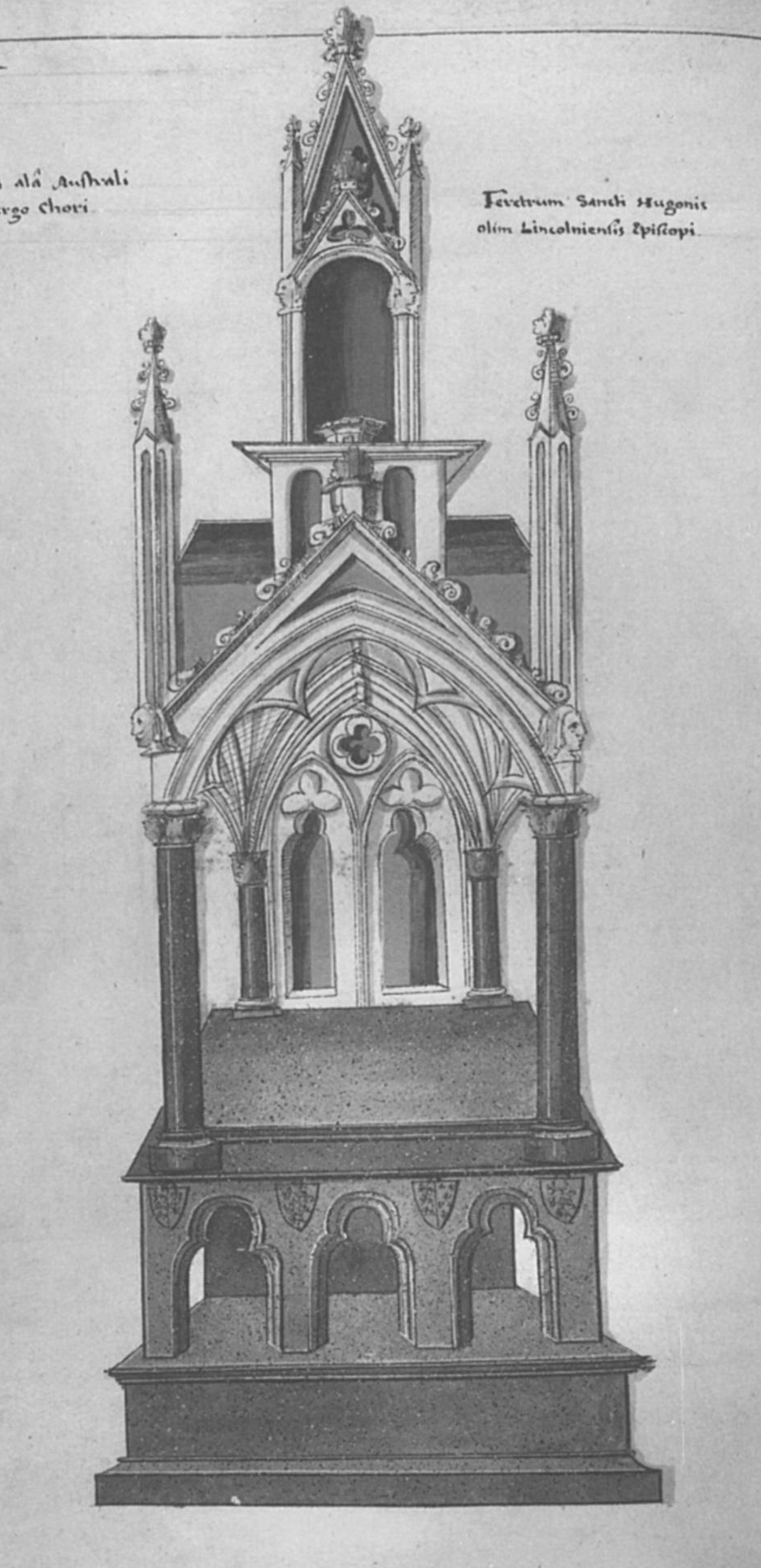
Der Schrein des Hugh von Lincoln, kurz vor seiner starken Zerstörung während des Englischen Bürgerkriegs (1642–1649) durch den reformatorischen Bildersturm. Er wurde früher fälschlich dem gleichnamigen Bischof zugeordnet (Zeichnung von William Dugdale, 1641).

Dem Leichnam des jungen Hugh wurden viele Wunder nachgesagt. Copin selbst soll ausgesagt haben, dass das Grab, das die Juden für ihn geschaufelt hätten, den Leichnam wieder ausgeworfen hätte. Daraufhin hätten sie die Leiche in den Brunnen geworfen. Eine blinde Frau soll ihre Sehkraft zurückgewonnen haben, nachdem sie ihre Augen mit Wasser aus diesem Brunnen gewaschen habe. Das angebliche Martyrium und die Wunderberichte führten dazu, dass Bischof Henry of Lexinton, ein Bruder des Richters, den Leichnam noch 1255 in der Kathedrale von Lincoln bestatten ließ. Dort wurde sein Schrein im Mittelalter volkstümlich verehrt, sein traditioneller Gedenktag ist der 27. Juli. Eine offizielle Kanonisation erfolgte jedoch nie. Die Verehrung ließ nach der Vertreibung der Juden 1290 aus England durch König Edward I. Der Schrein wurde während des Englischen Bürgerkriegs (1642–1649) durch den reformatorischen Bildersturm stark zerstört. Bei seiner Öffnung im Jahr 1791 wurde Hughs Leichnam ohne Anzeichen einer Kreuzigung vorgefunden.

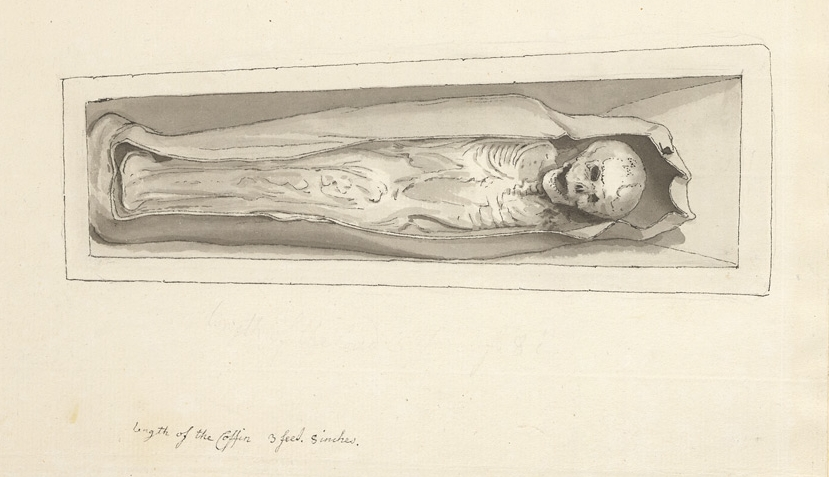
Der Leichnam des Hugh von Lincoln in seinem Schrein (Zeichnung von Samuel Grimm, 1791)

Die Geschichte von dem Ritualmord wurde zunächst in einer französischen Ballade weitererzählt, die später zum Vorbild für zahlreiche andere Balladen und Erzählungen wurde.

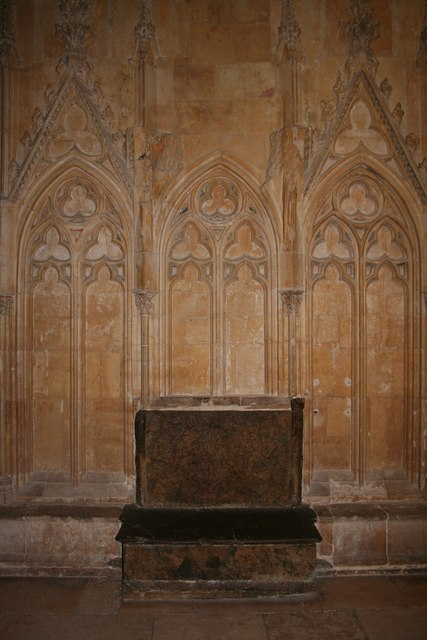
Reste des Schreins des Hugh von Lincoln in der Kathedrale von Lincoln.